# Baix d'Alberti

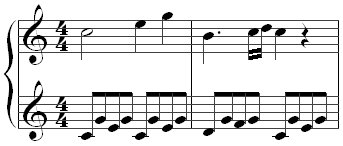
Primers compassos de la sonata per a piano K545 de Mozart, amb el baix d'Alberti a la mà esquerra

El baix d'Alberti és una forma d'acompanyament musical pròpia del piano i altres instrument de teclat molt utilitzada durant el classicisme. Rep el seu nom pel compositor i clavecinista italià Domenico Alberti, que el va emprar molt sovint a les seves obres. No obstant això, se suposa que el veritable inventor del baix d'Alberti va ser el compositor alemany Franz Anton Maichelbeck el 1736. Schubart fins i tot va afirmar que Alberti sí que era un clavecinista brillant, però massa rígid a la mà esquerra a causa d'aquesta tècnica.
El baix d'Alberti consisteix a fer, amb la mà esquerra, i usant les notes que integren els acords de l'harmonia, figuracions diverses que fan la funció d'acompanyament. La seva forma més freqüent fa aquesta figuració amb tres notes de l'acord: greu-aguda-intermèdia-aguda.
Es pot sentir, per exemple, a l'inici de la Sonata en do major K 545 de W. A. Mozart.